# La Nouvelle Revue Française
La Nouvelle Revue Française (franceză: [la nuvɛl ʁəvy fʁɑ̃sɛz], Noua Revistă Franceză) este o revistă literară din Franța.

## Istoria și profilul
Revista a fost fondată în 1909 de un grup de intelectuali din care făceau parte, printre alții, André Gide, Jacques Copeau și Jean Schlumberger. În 1911, Gaston Gallimard a devenit editor al revistei, înființând ulterior editura Éditions Gallimard. În timpul Primului Război Mondial publicarea revistei a fost întreruptă. Revista a fost relansată apoi în anul 1919.
Scriitori reputați precum Paul Bourget și Anatole France au fost colaboratori ai revistei de la începuturile sale. Influența revistei a crescut până când, în perioada interbelică, a devenit principalul jurnal literar, ocupând un rol unic în cultura franceză. Primele lucrări literare ale lui André Malraux și Jean-Paul Sartre au apărut în paginile acestei reviste.
În timpul ocupației din cel de-al doilea război mondial, Gide și generalul de Gaulle au patronat L'Arche, o revistă literară fondată de Jean Amrouche și editată de către Edmond Charlot. Aceasta a înlocuit NRF pe teritoriul Franței Libere (Algeria a fost prima parte a Franței care a fost eliberată). L'Arche a apărut în 1944 (nr. 1-6) și și-a încetat apariția în 1947 (nr. 23-27). Montreal, Tanger și Algerau devenit în această perioadă centre literare francofone, înlocuind Parisul ocupat de Germania Nazistă. După eliberarea întregului teritoriu francez, NRF a fost interzisă pe motiv de colaboraționism, dar a reapărut în anul 1953 (inițial cu un titlu nou: La Nouvelle Nouvelle Revue Française). La Nouvelle Revue Française a avut timp de mulți ani o apariție lunară, dar în prezent apare trimestrial.

## Directorii revistei
- 1908: Eugène Montfort (un singur număr)
- 1909–1914: André Gide (serie nouă)
  - Întrerupere din cauza războiului
- 1919–1925: Jacques Rivière
- 1925–1940: Gaston Gallimard, apoi Jean Paulhan
- 1940–1943: Pierre Drieu la Rochelle
- Interzisă în urma acuzațiilor de colaboraționism (1944-1953)
- 1953–1968: Jean Paulhan și Marcel Arland
- 1968–1977: Marcel Arland
- 1977–1987: Georges Lambrichs
- 1987–1996: Jacques Réda
- 1996–1999: Bertrand Visage
- 1999–2010: Michel Braudeau
- 2011-2014: Antoine Gallimard, Philippe Forest și Stéphane Audeguy
- 2015-prezent: Michel Crépu

## Autori publicați
Printre autorii publicați în paginile NRF s-au numărat scriitori renumiți: Guillaume Apollinaire, Saint-John Perse,  Louis Aragon, Gabriel Bounoure, Jean Clair, Paul Claudel, Robert Desnos, Michel Déon, Claude Esteban, André Gide, Jean Grosjean, Valery Larbaud, Jean-Marie Gustave Le Clézio, Roger Martin du Gard, Kenzaburō Ōe, Jean Paulhan, Francis Ponge, Marcel Proust, Antoine de Saint-Exupéry, Jacques Rivière, Romain Rolland, André Suarès, Albert Thibaudet, Paul Valéry, Pierre Drieu la Rochelle, Jean-Paul Sartre, Jules Supervielle, Henry Bouillier etc.
Aici au publicat și scriitori contemporani precum Jean Revol, Paul Greveillac, Muriel Barbery, Jacques Chessex, Maurice G. Dantec, Marie NDiaye etc.